# Sorex leucogaster
Sorex leucogaster là một loài động vật có vú trong họ Chuột chù, bộ Soricomorpha. Loài này được Kuroda mô tả năm 1933.